# Cyanodolius metallicus
Cyanodolius metallicus är en stekelart som beskrevs av André Seyrig 1952. Cyanodolius metallicus ingår i släktet Cyanodolius och familjen brokparasitsteklar. Inga underarter finns listade i Catalogue of Life.